# Oroclita corpulenta
Oroclita corpulenta är en skalbaggsart som beskrevs av Gerstaecker 1867. Oroclita corpulenta ingår i släktet Oroclita och familjen Cetoniidae. Inga underarter finns listade i Catalogue of Life.